# Шенкер, Орли
Орли Рут Шенкер (ивр. אורלי שנקר‎, род. 1960) — израильский философ физики и философ сознания, чьи темы исследований включают демона Максвелла, энтропию и фрактальную геометрию, рассматриваемую через форму физикализма, которую она называет «плоским физикализмом». Она является профессором философии в Еврейском университете в Иерусалиме, где занимает кафедру истории и философии науки имени Элеоноры Рузвельт. До 2021 года она была директором Центра истории и философии науки, технологий и медицины имени Сидни М. Эдельштейна. Она также является основателем и президентом The Pond: Network of Philosophy of Science around the Mediterranean и главным редактором серии книг «Jerusalem Studies in Philosophy and History of Science». 

## Образование и карьера
В 1997 году Шенкер получила докторскую степень по философии науки в Еврейском университете в Иерусалиме. Она работала научным сотрудником в Кембриджском университете, Оксфордском университете, Еврейском университете и Хайфском университете, прежде чем в 2000 году стала преподавателем Лондонской школы экономики. В 2002 году она перешла в Колледж академических исследований по менеджменту, в 2004 году — в Открытый университет Израиля, а в 2008 году — в Хайфский университет, после чего в 2010 году заняла свою нынешнюю должность в Еврейском университете. В 2013 году она стала директором Центра Эдельштейна, а в 2017 году ей было предоставлено кресло Рузвельта.

## Книги
Шенкер является соавтором книги «Дорога к демону Максвелла: концептуальные основы статистической механики» (Cambridge University Press, 2012) вместе с Меиром Хеммо. Она также является соредактором (совместно с Хеммо) книги «Квант, вероятность, логика: работа и влияние Итамара Питовски» (Springer, 2020).

## Признание
Шенкер была избрана в Academia Europaea в 2020 году.